# Eckart Rüther
Eckart Rüther (* 6. April 1940 in Friedrichshafen) ist ein deutscher Psychiater.

## Leben
Von 1959 bis 1965 studierte er Medizin, Philosophie, Psychologie an den Universitäten München, Montpellier und Hamburg-Eppendorf. Nach der Promotion 1966 war er als Arzt tätig, leistete als Arzt Grundwehrdienst und war Assistenzarzt an der Neurologischen Klinik der Technischen Universität München.  Von 1972 bis 1977 arbeitete er als wissenschaftlicher Assistent an der Psychiatrischen Klinik der Universität München. Dort wurde er 1977 Oberarzt und 1982 Oberarzt. 1985 habilitierte er sich für Psychiatrie. 1986 wurde er C4-Professor für Psychiatrie an der Universität Göttingen. Von 1993 bis 1995 war er dort Dekan der Medizinischen Fakultät. Er leitete die Klinik und Poliklinik für Psychiatrie und war Vorsitzender des Zentrums für psychologische Medizin der Universität Göttingen. 2005 wurde er pensioniert und betrieb in München eine Praxis für Psychiatrie und Neurologie (Stand 2013).
Zu den Forschungsschwerpunkten von Rüther gehören Schlafstörungen, Demenzen, Schizophrenie, Angsterkrankungen und Suchtforschung. Er gründete 1976 ein klinisches Schlaflabor in München und 1985 den Arbeitskreis „Klinische Schlafzentren“ (Vorläufer der Deutschen Gesellschaft für Schlafforschung und Schlafmedizin). Er war ein Gründungsherausgeber der Fachzeitschrift Somnologie.